# Samuel B. Maxey

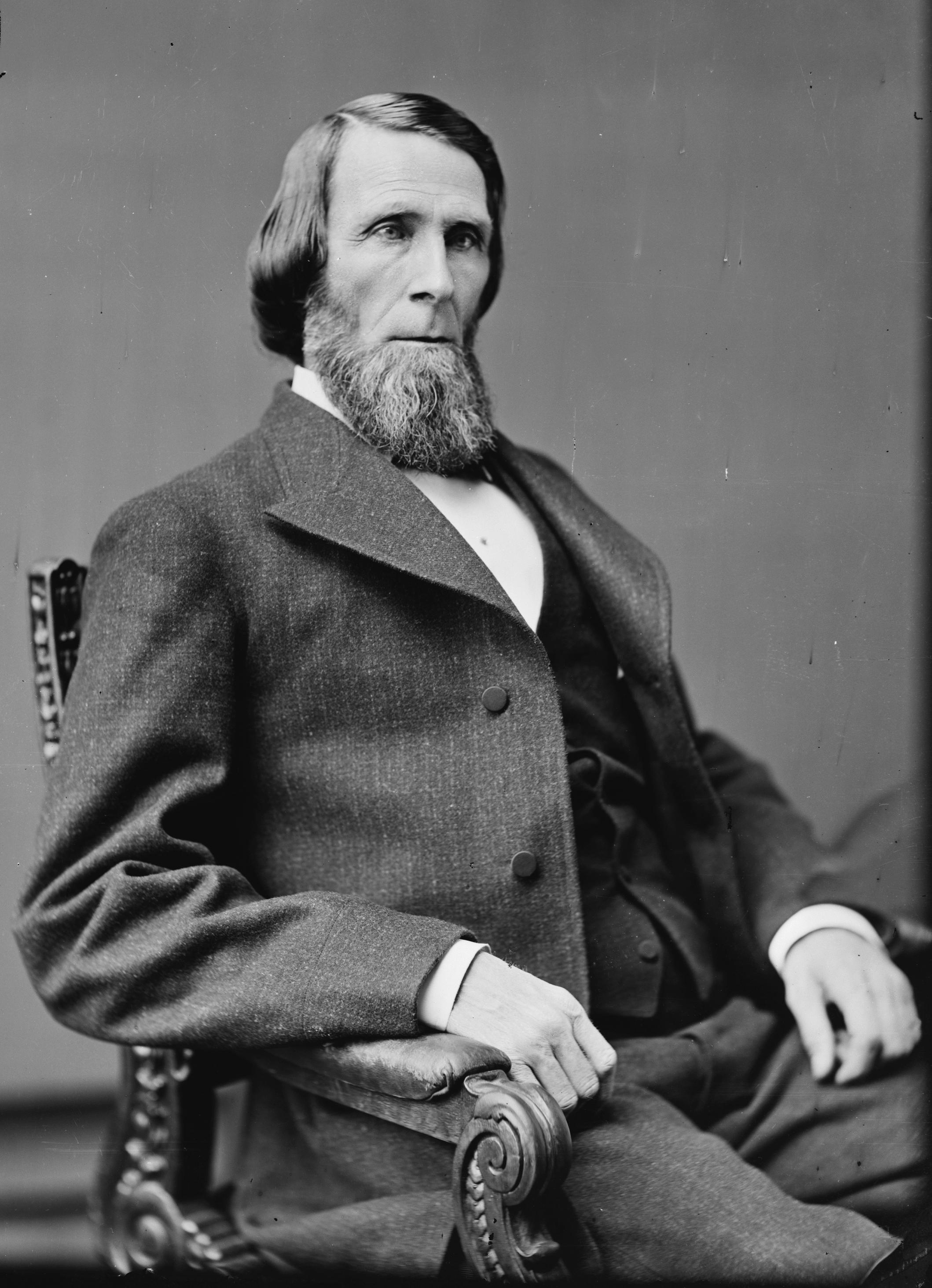
Samuel B. Maxey

Samuel Bell Maxey, född 30 mars 1825 i Tompkinsville, Kentucky, död 16 augusti 1895 i Eureka Springs, Arkansas, var en amerikansk demokratisk politiker och generalmajor i Amerikas konfedererade staters armé under amerikanska inbördeskriget. Han representerade Texas i USA:s senat 1875-1887.
Maxey utexaminerades 1846 från United States Military Academy. Han deltog i mexikanska kriget och studerade sedan juridik efter kriget. Han inledde 1850 sin karriär som advokat i Kentucky.
Maxey flyttade 1857 till närheten av Paris, Texas. Han var distriktsåklagare för Lamar County, Texas 1858-1859.
Maxey deltog i inbördeskriget först som överste. Han befordrades 1862 till brigadgeneral och senare till generalmajor.
Maxey förlorade demokraternas nominering i kongressvalet 1872 mot William P. McLean som sedan vann själva kongressvalet. Maxey kandiderade sedan framgångsrikt till senaten och efterträdde 1875 James W. Flanagan som senatör för Texas. Han omvaldes sex år senare. Han ville kandidera för en tredje mandatperiod i senaten men demokraterna nominerade kongressledamoten John Henninger Reagan i stället. Han efterträddes som senator av Reagan i mars 1887.
Maxeys grav finns på Evergreen Cemetery i Paris, Texas.